# جامع التوحيد (حلب)
جامع التوحيد هو أحد المساجد الحديثة في مدينة حلب، وما يميز المسجد موقعه، حيث يقع الجامع في شارع خليل هنداوي إلى الجهة اليمنى من نهر قويق، في حي محطة بغداد الذي يعتبر أحد الأحياء ذو الغالبية المسيحية . والجدير بالذكر أن المسجد يقع بين كنيستين هما كنيسة الكلدان وكنيسة الصليب المقدس.
ولقد افتتح المسجد في عام 1401هجرية/ 1981م، ومبنى الجامع يمتاز بأسلوب يجمع ما بين الأسلوب المعماري الحديث والهندسة المعمارية العباسية، وتعلو مصلى الحرم قبة مركزية تحيط بها 4 قباب أصغر وأربع مآذن دائرية. ويوجد بجانب المسجد حديقة صغيرة بينما تقع أمام المسجد كنيسة للكلدان.

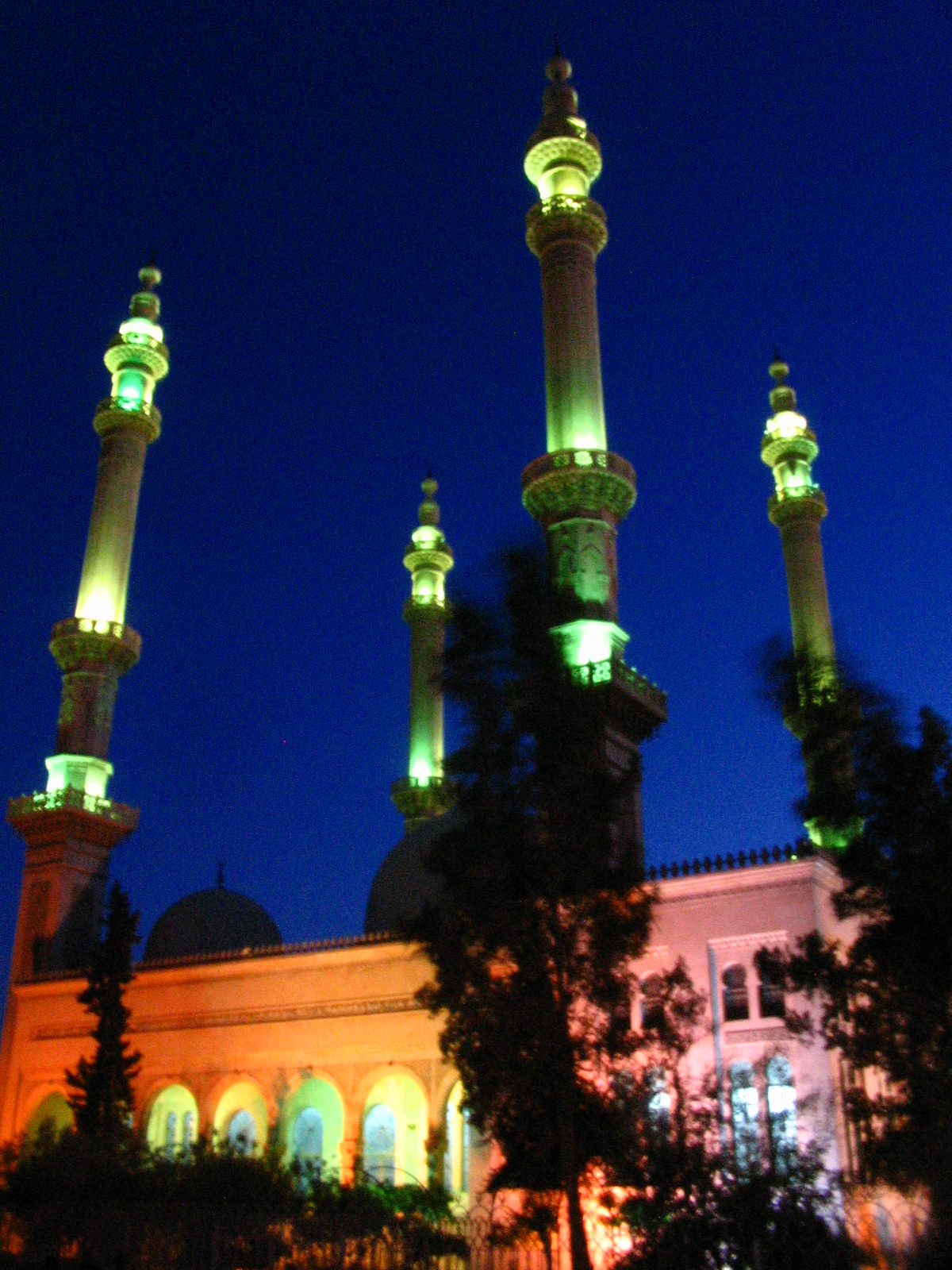
الجامع مساءً
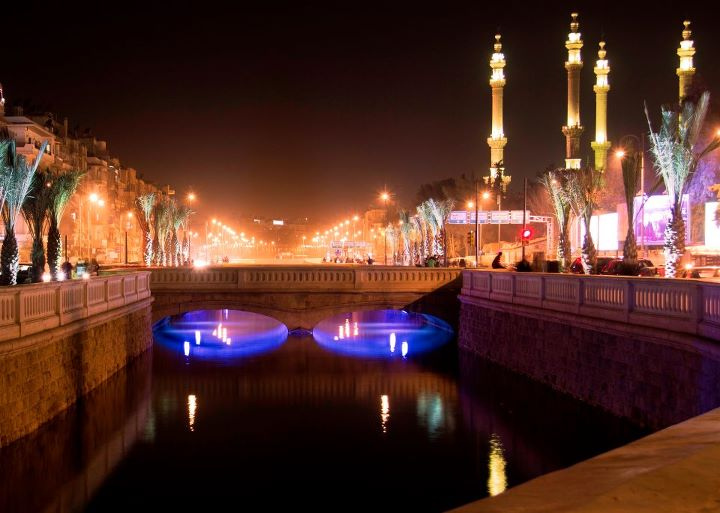
المسجد على الضفة اليسرى لنهر قويق